# 小林洋行
株式会社小林洋行（こばやしようこう、英: KOBAYASHI YOKO CO.,LTD.）は、フジトミ証券、三新電業社、日本ゴルフ倶楽部、小林洋行コミュニケーションズを傘下に置く持株会社。本社は東京都中央区。

## 概要
商品先物旧大手。2011年に持株会社体制へ移行。株価指数・為替証拠金取引受託、商品先物取引受託を取り扱うフジトミ証券が連結子会社の主力。
2000年に業界で初めて東証2部に上場し、翌2001年には業界で初めて東証1部に上場する。現在は東証スタンダードに上場。
現在、継続して安定した収益の確保を目的として、新規事業の参入を検討している。　

## 沿革
- 1913年 - 東京都中央区日本橋人形町にて小林商店創業
- 1949年 - 資本金100万円にて株式会社小林洋行設立
- 1952年 - 東京穀物商品取引所へ加入
- 1971年 - 農水省、通産省より商品取引員の許可を取得
- 1986年 - 株式会社フジトミに資本参加
- 1991年 - 田山株式会社と合併
- 1997年 - 日本証券業協会に株式店頭銘柄として登録
- 1999年 - 株式会社共和トラストを設立し、山梨商事株式会社を買収
- 2000年 - 東京証券取引所市場第2部に上場。連結子会社のフジトミがJASDAQに店頭上場
- 2001年 - 東京証券取引所市場第1部に指定
- 2002年 - 東京証券取引所貸借銘柄に選定
- 2005年 - 資本金を20億円に増資。金融庁、農水省、経産省より商品投資販売業の許可を取得
- 2007年 - 関東財務局より金融先物取引業の登録を受ける。東京金融取引所へ会員加入。取引所為替証拠金取引「FX Major's」（くりっく365）開始
- 2008年 - 店頭外国為替証拠金取引「ドルフィンFX」開始
- 2010年 - 商品先物取引の受託業務を子会社に譲渡。インターネット広告代理店業務開始
- 2011年 - 外国為替証拠金取引の業務を廃止。インターネット広告代理店業務を株式会社コバヤシコーポレーションに承継し、コバヤシコーポレーションは株式会社小林洋行コミュニケーションズに商号変更。持株会社体制に移行
- 2013年 - ビジネスホテル（相鉄フレッサイン日本橋人形町）オープン
- 2015年 - 株式会社三新電業社及び看板資材株式会社を100％子会社化
- 2021年8月1日 - 連結子会社のフジトミが、フジトミ証券株式会社に商号変更
- 2022年2月16日 - 連結子会社のフジトミ証券が、東京証券取引所JASDAQ（スタンダード）の上場を廃止。のち2月21日に株式交換により当社の100％子会社となる

参考文献：

## 歴史

### 事業の拡大
1988年、協和銀行が小林洋行の第三者割り当て増資の一部を引き受け、同社の株式を4.8％取得。資本金が3億7千万円となる。その後、協和銀行を主な受託先とし、私募債5億円（期間7年、利率年5.2％）を発行。調達した資金を用いて、電算化事業費に充てる計画を立てた。1990年3月15日、40万株（4億円）の第三者割り当て増資を実施。増資額の半分を資本金に組み込む。
同年9月、小林洋行と田山（合併比率は1対0.52）が住友銀行の仲介で、翌年4月1日に合併することで合意。存続会社は小林洋行で、資本金は6億6200万円となる。合併により、同社の売上高は業界第6位となる。
1994年5月16日、新規顧客の開拓を目指し、商品先物取引の模擬取引サービスである「クラブ・ファースト」を本格的に開始した。小林洋行は参加者の模擬売買の結果に対して、1か月ごとにアドバイスを提供した。会費は加入から6か月は無料で、以降は6か月ごとに5千円であった。
同年7月18日、小林洋行とフジトミ（子会社）、洸陽フューチャーズ（現・あかつき本社）の3社が共同で、CTA（商品ファンドの資金や企業の資金を預かり、商品先物市場で運用する会社）を目指すインテレス・キャピタル・マネージメントを設立。資本金は1億円、出資比率は小林洋行が4割、フジトミと洸陽フューチャーズがそれぞれ3割であった。
1995年、台湾支店を開設した。同年、シンガポールに現地法人を設立した。海外拠点では、現地の投資家から国内の商品先物市場での売買を取り次いだ。
1998年2月、インターネットを利用したホームトレードシステムである「Futures Net」を開始。同年4月29日、償却を目的として、96万株の自社株買いをすることを発表。同年8月、「Futures Net」で為替証拠金取引の取り扱いを開始。同年9月2日、共和証券と資本提携すると発表。小林洋行は共和証券の株を76万5千株（発行済み株式に占める比率は9.96％）取得。共和証券は、小林洋行の株を17万株取得し、徐々に積み増すことを予定する。
1999年1月20日より、商品先物の売買委託手数料が、パソコンを通じた電子取引分野に限り自由化された。それに伴い同日、小林洋行は東京工業品取引所と東京穀物商品取引所に、電子取引に関する届け出を提出し、受理された。
同年5月、山梨商事を買収し、完全子会社とする。買収金額は37億円であった。同社買収により、グループ全体の総売上高が業界7位から5位となった。同年6月、証券の顧客に商品先物を知ってもらうために、当時の細金鉚生会長が共和証券の取締役に就任。同年7月26日、小林洋行が全額出資している同社の完全子会社、共和トラストが山梨商事を吸収合併。
2000年2月2日、東京証券取引所が二部上場を承認。パリバ証券と新日本証券が主幹事を務める。パリバ証券と小林洋行の双方は、共同で企業の合併や買収のあっせん、金融商品の相互販売などに取り組むことを目論む。
同年7月25日、大阪証券取引所正会員の日本電子証券を傘下に収め、証券業に進出することを発表。買収金額は8億7千万円であった。2001年6月28日、株主総会で法務事務次官や東京高等検察庁検事長などを歴任した弁護士、則定衛を非常勤監査役に選任。
2004年、BNPバリパと提携し、ニューヨーク・マーカンタイル取引所に上場する原油先物を直接取引することが出来るサービスを開始。2005年6月1日、商品ファンド「スイッチヒッター」の販売を開始（7年ぶりの商品ファンド販売であった）。同年3月、商品取引所法の改正が行われ、営業規制の強化に伴う経営環境の変化が見込まれる事への対策として、5億7千万円の増資を実施し、資本の充実を図った。

### 事業の再編
商品先物業界全体が、2005年5月に施行された改正商品取引所法に伴う勧誘の規制強化や、小口対面営業の手数料自由化などにより、収益力低下。小林洋行は、同年9月中間期の業績予想を、決算発表前に下方修正。　
同年12月30日、営業拠点の集約による効率化を目的（以下、同目的とする。）として信濃支社を閉鎖した。2006年、日本電子証券が発行価格総額6億円の第三者割り当て増資を実施し、同社の完全親会社である小林洋行は、その金額の全てを引き受けた。同年、日本電子証券は小林洋行とフジトミ（子会社）から外為証拠金取引の事業を譲り受け、主力事業とした。小林洋行とフジトミは、商品先物取引に特化させた。同年2月28日、同目的で京都支店と宇都宮支店を閉鎖した。同年5月1日、子会社の日本電子証券は、フェニックス証券へと商号を変更した。同年5月31日、同目的で水戸支店、横浜支店、広島支店を廃止した。廃止した支店の顧客は本社、新宿支店、大阪支店が引き継いだ。
2007年3月27日、子会社のインテレス・キャピタル・マネージメント（資本金2億円）の株式（全株式の63％）を大江戸不動産へ譲渡。同年4月24日、30万株（上限3億円）の自社株取得枠を設定。同年11月30日、経営の効率化と業務運営面での管理の強化、充実を目的（以下、同目的とする。）として新宿支店を廃止。2008年3月31日、同目的で名古屋支店、福岡支店を廃止した。　
同年、商品先物の対面営業から事実上撤退し、経営合理化のために証券子会社のフェニックス証券と合併する方針を固めた。存続会社は小林洋行とし、社名はフェニックス証券へと変更することを発表した。今後は、インターネットによるFXを業務の中心に据えた証券会社として経営再建を図る予定であった。しかし、同年4月25日、小林洋行は業績悪化の影響により、証券業務を行うための登録審査の承認を得ることが困難となり、フェニックス証券との合併を無期限延期することとなった。
同年6月12日、子会社のフジトミは商品先物取引市場の縮小に対応するため、安定収益及び収益規模の拡大を目的として、ソーラーシステム等の販売事業を行うエコ＆エコを事業協力者と協力して設立した。同社の設立に際し、フジトミが55％（550万円）出資したため、同社はフジトミの子会社となった（それに伴い、同社は小林洋行の孫会社となる。）。同年7月26日、50万株（上限2億円）の自社株取得枠を設定。
2009年8月3日、差金決済取引（CFD）を用いた海外の商品先物の個人投資家向け取引サービスに参入。同年12月22日、商品先物取引の受託業務を子会社（フジトミと共和トラスト）に移管すると発表。同年10月23日、東京穀物商品取引所が11月2日の株式会社化に向けた増資割当先を発表。増資割当により、議決権がある普通株ベースでの筆頭株主（全株式の4.61％）となる。2010年3月からFXや商品のCFDなどに事業を絞ることとなった。同年3月30日、大阪支店を廃止した。その結果、支社や支店はすべて廃止された。
証券会社や専業会社などがFX取引の手数料を下げており、小林洋行は、それに追随して手数料の値下げをせざるを得なくなる。

### 持株会社体制への移行
2011年3月18日、取締役会にて持株会社体制へ移行することについて本格的に検討することを決議し、その後、持株会社となった。同年、丸梅（孫会社。資本金3億円）の商品先物取引業を廃止し、同社を解散・清算した。同年8月24日、相鉄フレッサイン日本橋人形町（ビジネスホテル）を建設し、相鉄インに賃貸する事を発表。工事価格は5億7699万円（消費税別）であった。売上原価控除後の営業総利益として年間4000万円を見込んだ。
2012年5月下旬、子会社のフジトミは、子会社のエコ&エコの全保有株式を、同社社長の安永正弘に3750万円で譲渡。同年9月5日、ロイヤルコート日本橋人形町（賃貸マンション）を建設し、生和不動産保証に賃貸する事を発表。売上原価控除後の営業総利益として年間2000万円を見込んだ。同年10月26日、子会社のフェニックス証券（資本金10億円）が店頭FX事業から撤退し、金融商品取引業を廃止する事を発表。翌2013年1月28日に同社の金融商品取引業廃止の手続は完了し、その後解散・清算した。
2015年2月27日、三新電業社の株式を取得し、子会社化。取得価格は1億6000万円（概算額）であった。同年6月12日、子会社の共和トラスト（資本金7億円）が商品先物取引業を廃止する事を発表。同年9月30日に同社の商品先物取引業廃止の手続が完了し、その後解散・清算した。
2017年7月6日、子会社のフジトミが自社の代理店事業とのシナジー効果を見込み、エイチ・エス損害保険などから株式を取得（取得価格は969万円）し、エイチ・エスライフ少額短期保険を子会社化（小林洋行の孫会社化）。2018年3月1日、同社はふくろう少額短期保険に商号を変更。2019年8月14日、フジトミは赤字額の拡大と、今後の業績回復が困難であるという見込みから、ふくろう少額短期保険の全株式をくふうカンパニーに譲渡すると発表。2020年3月下旬に同社は株式譲渡を実行し、特別利益を6100万円計上した。
2021年8月1日に子会社のフジトミが、「フジトミ証券株式会社」に商号を変更。同年10月27日、フジトミ証券を株式交換の方式で完全子会社化する事を発表した。フジトミ証券の株主が保有する同社の株式1株に対して、小林洋行の株式0.98株が割当交付された。

### その他

#### K-Mate（社外サークル）の立ち上げ
1983年、社外サークル「K-Mate」を立ち上げ、それを通じた採用活動を開始。学生をサークルの会員として組織し、会社主催のセミナーとイベントに招待した。「ぴあ」等の情報誌やダイレクトメールなどを通じて会員の募集を実施し、1990年頃には、東京本社のリストにある会員数が常時2000～3000人程となった。
セミナーには、有名人講師（神和住純氏・久野誠氏・林葉直子氏など）を招くイベント的な要素の強い「スーパーセミナー」（東京・大阪・名古屋・福岡で各1回開催。参加人数は200～300人）と、就活に関する勉強を行う「就職セミナー」（本社で月に2～3回開催。参加人数は20人～30人）の二種類があった。その他、苗場と御宿にある会社の福利厚生施設を用いて、スキーやテニスなどのイベントを実施し、他社の採用活動との差別化を図った。

#### 企業戦略・予測

##### 当時の会長（細金鉚生）
- 1998年9月18日、インタビュー記事が週刊東洋経済に掲載された。インタビュー内で、会社の財務状態の良さを活かし、地道で堅実な経営を行うことで、存続を図る事を第一に考えていると表明した。またその上で、新規顧客の獲得や提携、M&A（企業買収）などを視野に入れる姿勢を示した[16]。

- 1999年3月11日、第6回日経商品先物シンポジウムにパネリストとして出席。同氏は、商品取引会社の収益源の大半が手数料収入であることを指摘し、今後は、委託手数料の自由化の影響（2004年末に完全自由化[19]）を受け、廃業や（提携などによる[69]）グループ化などが行われると予想した[70]。

- 2000年3月18日、インタビュー記事が週刊東洋経済に掲載された。インタビュー内で、手数料自由化が業界全体の営業収益に与える影響はそれほど大きくないと推測をした。商品先物業界は「個人顧客の売買手数料」が営業収益の大半を占めている。証券業界の手数料自由化の事例を見ると、個人の売買手数料の割引がそれほど行われていないため、先物業界においても同様に個人の売買手数料は割引があまり行われないと考えられた[4]。

- 2002年9月6日、商品先物取引の売買高が上昇し続ける一方、市場への資金流入量の目安となる、預かり証拠金や顧客数が売買高に比べて上昇していなかった。それに対して、業界全体で証拠金が増えず、場合によっては減少する可能性を指摘し、今後の状況を危惧した。2004年末に手数料が完全自由化され、尚且つ流入資金が増加しなければ、商品取引会社の収益が減少することが予想された[71]。
- 2003年9月17日、インタビュー記事が週刊東洋経済に掲載された。インタビュー内で、2005年1月に行われる委託手数料の完全自由化に、営業力の強化を通じた預り資産の増大で対応する事を示した。また、先物市場を通じた価格形成に、当事者の経営上層部が理解を示し始めたことを述べ、上場商品の受け渡し業務の推進を行う事を表明した。M&A（企業買収）などの戦略に関しては、『業容の拡大は絶えず考えている』と述べ、積極的な姿勢を示した[72]。
- 2005年4月13日、日本経済新聞夕刊にて、内部留保の積み上げが経営課題であったことを表明した[31]。

##### 当時の社長（清覚秀雄）
- 1999年7月31日、コメントが週刊東洋経済に掲載される。雑誌内で、個人資産ポートフォリオの多様化と手数料自由化に対応するために、金融機関との連携を手段とするなどして、小林洋行の「中小型の総合金融サービス機関化」を図っている事を表明した。同社は、信用金庫との連携強化を狙った[22]。

## 指標

### 純資産額推移
1994年度から2020年度までの純資産額の推移を表したグラフ。1997年度以降は連結純資産額。最高額は2007年度決算で229億9004万円。

グラフの縦軸は純資産額（千円）、横軸は年度。

### 営業収益推移
1994年から2020年までの営業収益の推移を表したグラフ。1997年度以降は連結営業収益。最高額は2005年度決算で169億799万5千円。最低額は2011年度決算で29億2348万8千円。

グラフの縦軸は営業収益（千円）、横軸は年度。
- 2005年12月30日の信濃支社閉鎖を発端に、相次いで支社、支店を閉鎖・統合し、2010年3月30日の大阪支店廃止を最後に、全ての支社、支店の閉鎖が完了した。[33][51]

参考文献…

## 所有する不動産
自社が所有する不動産を賃貸している。
- フジトミ証券本社ビル（本社設備）- 東京都中央区日本橋蛎殻町1-15-5フジトミ証券 本社ビル（全体）

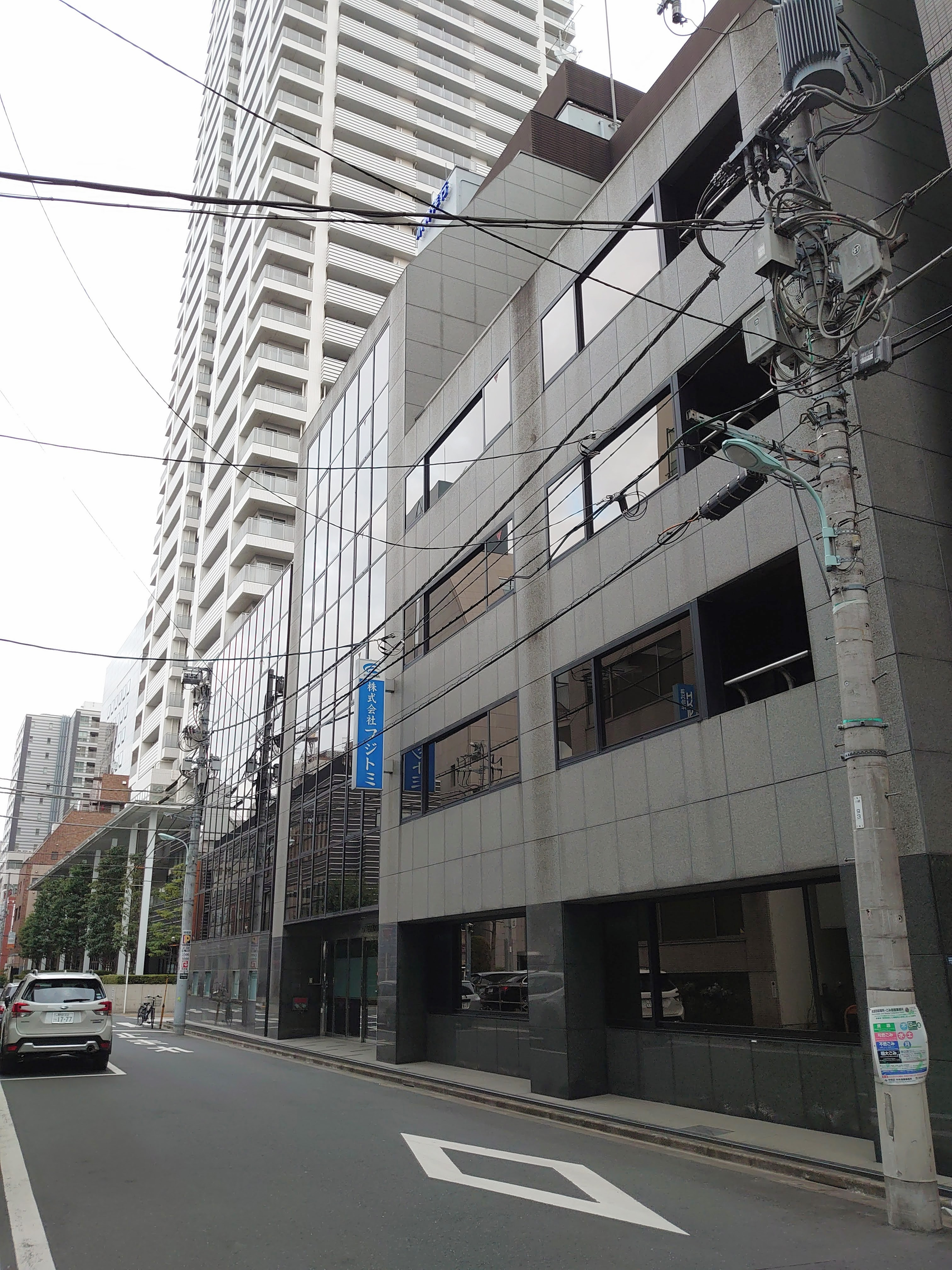
フジトミ証券 本社ビル（全体）

- 小林洋行ビル2号館（本社設備）- 東京都中央区日本橋蛎殻町1丁目15-7
- ゴールデンクロスカントリークラブ（ゴルフ場）- 千葉県長生郡長南町市野々575
- 相鉄フレッサイン 日本橋人形町（ビジネスホテル）- 東京都中央区日本橋蛎殻町1丁目15-4相鉄フレッサイン 日本橋人形町

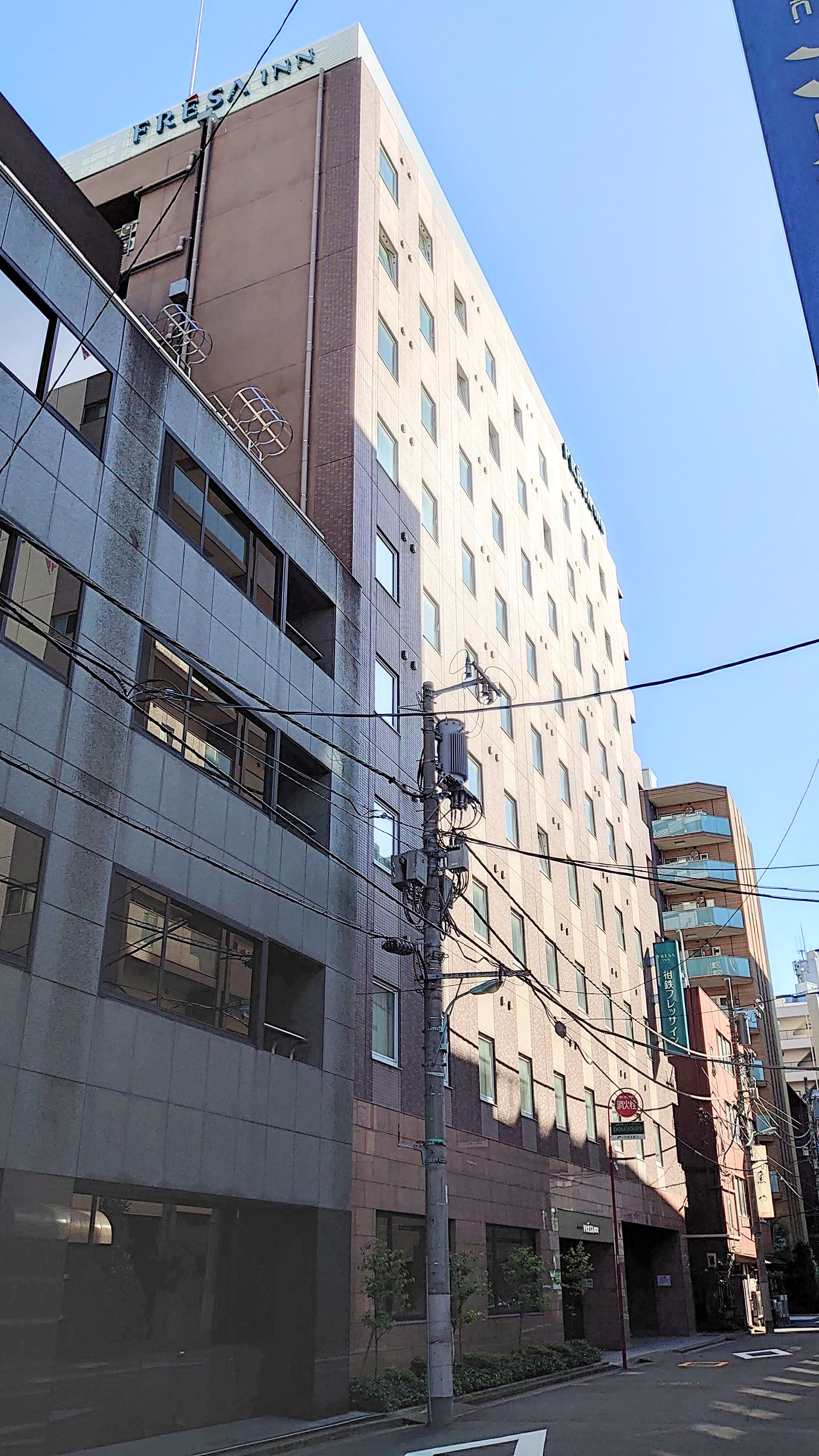
相鉄フレッサイン 日本橋人形町

- ロイヤルコート 日本橋人形町（賃貸マンション）- 東京都中央区日本橋蛎殻町1丁目14-13ロイヤルコート 日本橋人形町

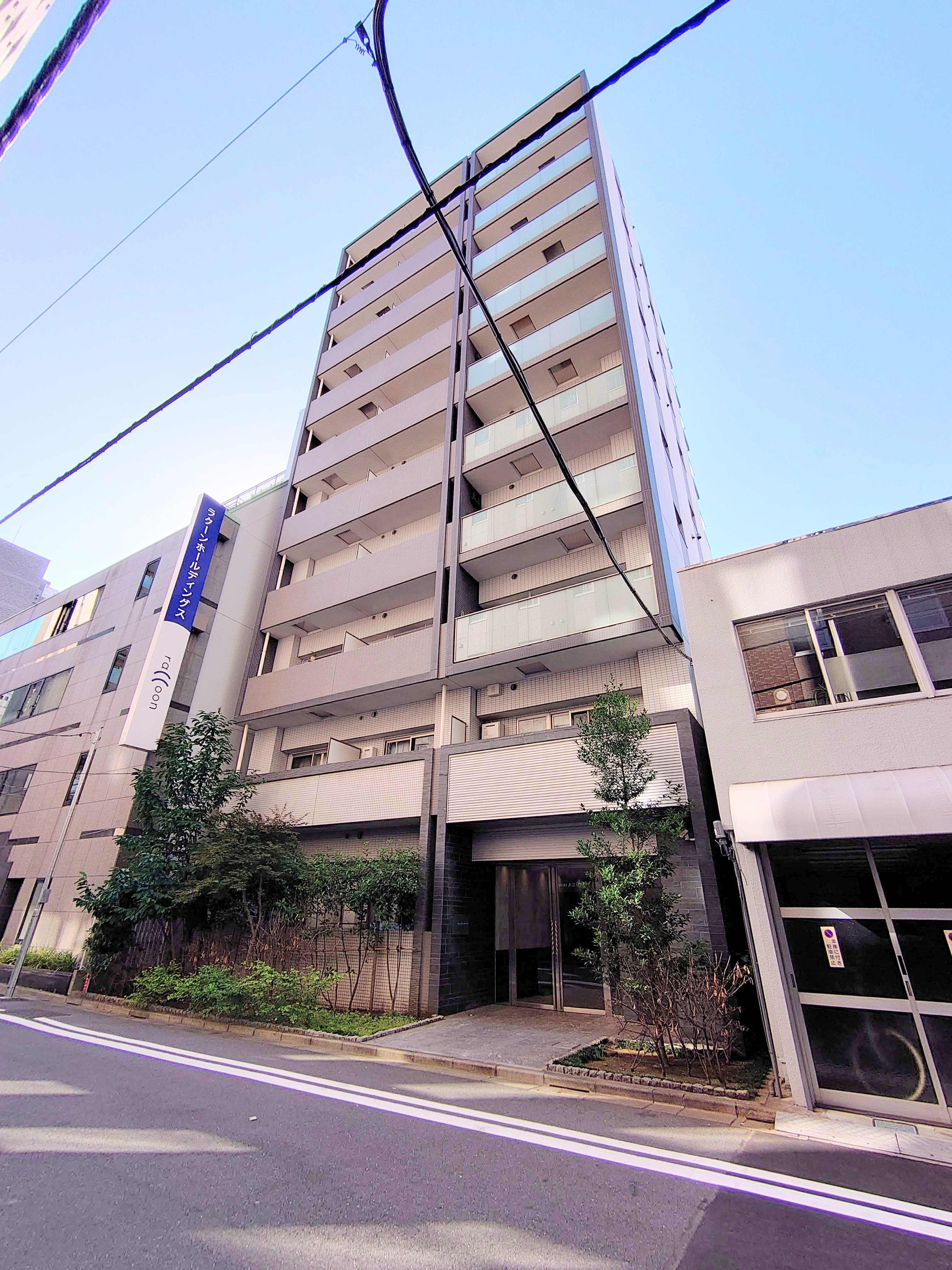
ロイヤルコート 日本橋人形町

- エリートタウン 日本橋（賃貸マンション）- 東京都中央区日本橋浜町2丁目60-5